# Adrian Aucoin
Adrian Mark Aucoin (* 3. Juli 1973 in Ottawa, Ontario) ist ein ehemaliger kanadischer Eishockeyspieler und derzeitiger -trainer, der im Verlauf seiner aktiven Karriere zwischen 1991 und 2013 unter anderem 1170 Spiele für die Vancouver Canucks, Tampa Bay Lightning, New York Islanders, Chicago Blackhawks, Calgary Flames, Phoenix Coyotes und Columbus Blue Jackets in der National Hockey League auf der Position des Verteidigers bestritten hat. Seinen größten Karriereerfolg feierte Aucoin im Trikot der kanadischen Nationalmannschaft mit dem Gewinn der Silbermedaille bei den Olympischen Winterspielen 1994.

## Karriere
Als Jugendlicher spielte er für die Boston University in der National Collegiate Athletic Association. Beim NHL Entry Draft 1992 wurde er in der fünften Runde an 117. Stelle von den Vancouver Canucks ausgewählt. Zwei Jahre spielte er für die kanadische Eishockeynationalmannschaft und gewann 1993 die Juniorenweltmeisterschaft. Bei den Olympischen Winterspielen in Lillehammer gewann er die Silbermedaille.
Zur Saison 1993/94 holte ihn Vancouver in sein Farmteam, zu dem Hamilton Canucks in die American Hockey League. Zur folgenden Saison war Syracuse Crunch das neue AHL-Farmteam der Canucks von dort holte man Aucoin auch zu seinem ersten Spiel in der NHL. In seinem ersten Spiel gegen die San Jose Sharks am 3. Mai 1995 erzielte er sein erstes Tor. Den Durchbruch in den NHL schaffte er in der Saison 1995/96. Seine beste Spielzeit hatte er 1998/99, als er mit 23 Toren und 34 Punkten glänzte. Er spielte für Kanada bei der Weltmeisterschaft 2000.
Zum Ende der Saison 2000/01 wechselte er zu Tampa Bay Lightning, blieb dort aber nur für 26 Spiele. Ab der Saison 2001/02 für die New York Islanders in den drei Spielzeiten in New York war er sehr erfolgreich. Er stellte im ersten Jahr seine Bestleistung von 34 Punkten ein und steigerte sich in den folgenden Jahren bis zu 31 Vorlagen und 44 Punkten in der Saison 2003/04.
Es folgte die NHL-Streiksaison 2004/05, die er in der schwedischen Elitserien bei MODO Hockey verbrachte. Zur Saison 2005/06 verpflichteten ihn die Chicago Blackhawks, doch anfangs warf ihn eine Verletzung zurück. In Chicago spielt er eine deutlich defensivere Rolle als bei seinen vorherigen Teams. In Chicago war er auch Mannschaftskapitän. Nach zwei erfolglosen Saison wurde er im Sommer 2007 zu den Calgary Flames transferiert. Nach zwei Spielzeiten im Dress der Calgary Flames, drei der Phoenix Coyotes und einer im Trikot der Columbus Blue Jackets beendete Aucoin nach der Saison 2012/13 seine aktive Laufbahn.

## Erfolge und Auszeichnungen
- 1993 Goldmedaille bei der Junioren-Weltmeisterschaft
- 1994 Silbermedaille bei den Olympischen Winterspielen
- 2004 Teilnahme am NHL All-Star Game

## Karrierestatistik

### International
Vertrat Kanada bei:
- Junioren-Weltmeisterschaft 1993
- Olympischen Winterspielen 1994
- Weltmeisterschaft 2000

(Legende zur Spielerstatistik: Sp oder GP = absolvierte Spiele; T oder G = erzielte Tore; V oder A = erzielte Assists; Pkt oder Pts = erzielte Scorerpunkte; SM oder PIM = erhaltene Strafminuten; +/− = Plus/Minus-Bilanz; PP = erzielte Überzahltore; SH = erzielte Unterzahltore; GW = erzielte Siegtore; 1 Play-downs/Relegation; Kursiv: Statistik nicht vollständig)